# Allium passeyi
Allium passeyi är en amaryllisväxtart som beskrevs av Noel Herman Holmgren och Arthur Hermann Holmgren. Allium passeyi ingår i släktet lökar, och familjen amaryllisväxter. Inga underarter finns listade i Catalogue of Life.